# Regina Cassolo
Pour les articles homonymes, voir Régina (homonymie).
Regina Cassolo connue aussi sous le nom de Regina (née le 21 mai 1894 à Mede, près de Pavie et morte à Milan en 14 septembre 1974) est une sculptrice italienne.
Dans le panorama de l'abstraction après la Seconde Guerre mondiale, Regina Cassolo apparaît comme une figure originale, qui a opéré une évolution, une hybridation, entre le second futurisme et le mouvement de l'art concret. Dans les années 1930, elle est l'une des rares femmes protagonistes du second Futurisme, même si elle reste marginalisée au sein d'un mouvement alors éminemment misogyne.

## Biographie
Regina Cassolo est la fille d'un boucher et se retrouve orpheline très jeune. Elle étudie à l'Accademia di Belle Arti di Brera, puis à Turin.
Elle commence à produire des œuvres d'art dans les années 1920 avec des portraits réalistes et des sculptures conformes à la mode de l'époque, même si certaines de ses têtes présentent des inspirations différentes, pointant vers des sculptures et des objets africains.
Dans les années 1930, s'éloignant de ses recherches personnelles, elle se concentre sur les matériaux expérimentaux, réalisant des pièces en aluminium, en fil de fer, en papier de verre, en étain et en fer blanc, évoquant des mondes mécaniques à la façon de Fortunato Depero.
En 1934, Regina Cassolo souscrit au Manifesto Tecnico dell'Aeroplastica Futurista (Manifeste technique de l'aérosculpture futuriste) et participe à des manifestations sur l'aéropeinture. En 1951, elle se rapproche du Movimento Arte Concreta (MAC ; Mouvement d'art concret) par l'intermédiaire de Bruno Munari et adopte une esthétique géométrique, utilisant des cercles, des ellipses et le jeu de triangles ou de losanges assemblés dans des compositions mobiles en utilisant des matériaux modernes comme le plexiglas.
Regina Cassolo est morte en 1974 et son mari, le peintre Luigi Bracchi, a fait don de ses œuvres à la ville de Mede.

## Postérité
Musée Regina Cassolo de Mede
Le musée, situé au Castello Sangiuliani de Mede abrite les œuvres données par son mari, Luigi Bracchi, à la ville natale de l'artiste.Cinquante-deux sculptures et cinq cents dessins, peintures à la détrempe et collages permettent de reconstituer la quasi-totalité de la carrière de l'artiste.
Centre Pompidou
Le musée national d'Art moderne, à Paris s'est porté acquéreur des œuvres de l'artiste allant des débuts des années 1920 au début des années 1970 et met sur pied l'exposition Elles font l’abstraction. Une autre histoire de l’abstraction au XXe siècle, organisée par Christine Macel et Karolina Lewandowska (5 mai-23 août 2021).

## Expositions
- 1934 - 36 - 38 - 40 : Biennales de Venise
- 1935/39 : Quadriennales de Rome
- 1953 : Biennale de São Paulo
- 1972 :  Milano 70/70 au musée Poldi Pezzoli

Posthume
- 1979 : Expositions personnelle, Galleria Civica, Modène
- 1980 : L'altra metà dell'avanguardia au Palazzo Reale de Milan
- 1980 : La metafisica degli anni 20 à la Galleria d'Arte Moderna de Bologne
- 1990 : Italiens Modernes au Museum Fredericianum de Kassel
- 1990 : Scultura a Milano 1945/90 à la Permanente de Milan
- 1990 :  Expositions personnelle, Casa del Mantegna, Mantoue
- 1991 : Scultura a Milano 1945/90 à la Stadtische Kuntsthalle de Mannheim
- 1991 : Expositions personnelle, Castello di Sartirana
- 1998 : Scultura a Milano 1945/90 au PAC de Milan[2]
- 28 avril 2021 : le  GAMeC de Bergame présentera la première rétrospective de Regina Cassolo dans un musée italien[5].